# Selçuk Aydın
Selçuk Aydın (* 4. September 1983 in Akçaabat, Trabzon) ist ein ehemaliger türkischer Profiboxer. Er war unter anderem EBU-Europameister und Herausforderer um die WBC-Interimsweltmeisterschaft im Weltergewicht.
Bei den Amateuren war er unter anderem EU-Meister 2003, sowie 2004 jeweils Vize-Europameister, World University Champion und Teilnehmer der Olympischen Sommerspiele.

## Amateurkarriere
Selçuk Aydın begann 1993 im Alter von zehn Jahren mit dem Boxsport und trainierte in der Boxabteilung von Trabzonspor bzw. Trabzon Belediyespor.
Er gewann 1999 im Bantamgewicht die Kadetten-Europameisterschaft in Baku und 2001 im Leichtgewicht die Junioren-Europameisterschaft in Sarajevo. Bei der Junioren-Weltmeisterschaft 2000 in Budapest gewann er eine Bronzemedaille im Federgewicht.
Bei den Erwachsenen boxte er dann im Leichtgewicht. Nach dem Gewinn einer Bronzemedaille bei der Europameisterschaft 2002 in Perm, gewann er 2003 mit einem Finalsieg gegen Devis Boschiero die EU-Meisterschaft in Straßburg. Bei der Weltmeisterschaft 2003 in Bangkok schied er im Achtelfinale aus.
2004 gewann er die Silbermedaille bei der EU-Meisterschaft in Madrid, die Goldmedaille bei den World University Championships in Antalya und erneut die Silbermedaille bei der Europameisterschaft in Pula; nach Siegen gegen Dejan Zlatičanin, Bagrat Awojan, Rövşən Hüseynov und Domenico Valentino, war er erst im Finale gegen Dimitar Schtiljanow unterlegen. Gegen diesen verlor er dann auch in der Vorrunde bei den Olympischen Sommerspielen 2004 in Athen.
2005 gewann er Silber bei den Mittelmeerspielen in Almería und startete bei der Weltmeisterschaft in Mianyang, wo er erneut im Achtelfinale ausschied.
2006 gewann er wieder Silber bei der EU-Meisterschaft in Pécs und nahm an der Europameisterschaft in Plowdiw teil, wo er im Achtelfinalkampf nach drei Verwarnungen gegen Frankie Gavin disqualifiziert wurde. Aufgrund eines Ausrasters im Ring wurde Aydın im Anschluss vom europäischen Boxverband für fünf Jahre gesperrt.
Aydın gewann darüber hinaus 2002, 2003, 2005 und 2006 jeweils das international besetzte Ahmet Cömert Tournament in der Türkei.

## Profikarriere
Er begann seine Profikarriere 2006 in Deutschland und wurde den Großteil seiner Karriere vom Hamburger Boxstall Arena Box-Promotion von Ahmet Öner betreut. Trainiert wurde er unter anderem von Graciano Rocchigiani und Karsten Röwer.
Er gewann bis 2012 jeden seiner 23 Kämpfe, davon 17 vorzeitig, was ihm anfangs den Spitznamen Mini-Tyson einbrachte.
Am 26. April 2008 gewann er in Trabzon einstimmig gegen Lucky Lewele (Kampfbilanz: 25-4) und wurde dadurch WBC International Champion im Weltergewicht. Den Titel verteidigte er im September 2008 durch KO in der zweiten Runde gegen Marat Tschussejew (17-3), im März 2009 durch TKO in der ersten Runde gegen Luis Hernández (22-3), im April 2009 durch geteilte Entscheidung nach Punkten gegen Said Ouali (25-2) und im Juli 2009 durch KO in der neunten Runde gegen Jackson Bonsu (30-2). Durch den Sieg gegen Bonsu wurde er zusätzlich EBU European Champion im Weltergewicht und Pflichtherausforderer des amtierenden WBC-Weltmeisters Andre Berto.
Berto verteidigte seinen Titel jedoch stattdessen gegen die ehemaligen Weltmeister Juan Urango und Carlos Quintana sowie Freddy Hernández. Aydın schlug unterdessen im Juni 2010 den ebenfalls unbesiegten Ionuț Dan Ion (26-0) durch geteilte Entscheidung und wurde WBC Silver Champion im Weltergewicht, worauf die WBC Aydın als nächsten Gegner von Berto festsetzte. Dieser verlor den Gürtel jedoch im April 2011 an Victor Ortiz.
Durch einen erneuten Sieg gegen Ionuț Dan Ion (29-1) im November 2011, welcher diesmal einstimmig erfolgt war, festigte Aydın seinen Platz als potentieller WBC-Herausforderer. Ortiz war inzwischen von Floyd Mayweather Jr. entthront worden, welcher jedoch eine mehrmonatige Haftstrafe antreten musste. Um für diesen Zeitraum einen Interimsweltmeister zu führen, wurde ein Ausscheidungskampf zwischen Aydın und Robert Guerrero (29-1) ausverhandelt, welcher nach einer rund 15-monatigen Kampfpause ein Comeback gab. Aydın war auf dem Höhepunkt seiner Karriere angelangt; ungeschlagen, seit rund drei Jahren Nummer-1-Herausforderer der WBC und vom Ring Magazine bereits unter den Top 10 der Welt geführt, boxte er am 28. Juli 2012 im kalifornischen HP Pavilion von San José um die WBC Interim World Championship und damit als erster türkischer Boxer um einen WM-Titel bei den Profis, wenn auch nicht um einen regulären. Darüber hinaus wurden ihm gegen den längere Zeit inaktiven Guerrero, welcher in seinem letzten Kampf im zwei Klassen niedrigeren Leichtgewicht angetreten war, realistische Chancen eingeräumt. In dem über die vollen zwölf Runden andauernden Kampf unterlag Aydın jedoch einstimmig nach Punkten und erlitt die erste Niederlage seiner Profikarriere. Guerrero verteidigte seinen Titel im Anschluss noch gegen Andre Berto, ehe er im Mai 2013 beim Kampf um den regulären WBC-Titel gegen Mayweather unterlag.
Selçuk Aydın, immerhin noch als Nummer-3-Herausforderer der WBC geführt, verlor auch in seinem nächsten Kampf, am 26. Januar 2013 in Las Vegas, überraschend durch Mehrheitsentscheidung nach Punkten gegen Jesús Soto Karass (26-8) und wechselte anschließend in das Halbweltergewicht, wo er bis Ende des Jahres noch gegen Giuseppe Lauri (53-11), Aaron Herrera (25-2) und DeMarcus Corley (39-20) siegte und dabei WBC Mediterranean Champion wurde.
Am 17. Mai 2014 konnte er im The Forum von Inglewood zum Kampf um die Nummer-1-Position der WBC-Herausforderer im Halbweltergewicht antreten, verlor jedoch gegen den ungeschlagenen Wiktor Postol (25-0) durch KO in der elften Runde, nachdem er zuvor vom Ukrainer ausgeboxt worden war. Postol erhielt im Oktober 2015 einen WBC-Titelkampf gegen Lucas Matthysse und siegte dabei ebenfalls durch KO.
Im Anschluss bestritt Aydın noch drei siegreiche Kämpfe, den letzten am 26. Februar 2016 in der Stadthalle Offenbach.

## Sonstiges
Selçuk Aydın ist als Sohn eines Beamten im Dorf Çamlıca des Landkreises Akçaabat in der Provinz Trabzon geboren. Er besuchte in Trabzon jeweils die Grundschule 24 Şubat Ortaokulu, die Mittelschule Cumhuriyet Ortaokulu und die Hochschule Fen Lisesi, ehe er ein Studium an der Sportabteilung der Karadeniz Teknik Üniversitesi abschloss.
Nach seiner Wettkampfkarriere eröffnete er zusammen mit seinem Bruder, dem Boxtrainer Yalçın Aydın, den Fit Fight Club in Ortahisar (Trabzon).
2021 bewarb er sich um die Präsidentschaft des Türkischen Boxverbandes, unterlag jedoch dem Amtsinhaber Eyüp Gözgeç. Im August 2024 gab er seine erneute Kandidatur bekannt. Bei der Abstimmung am 25. Dezember 2024 wurde Suat Hekimoğlu mit 119 von 287 gültigen Stimmen zum neuen Präsidenten des Türkischen Boxverbandes gewählt; Selçuk Aydın lag mit 76 Stimmen hinter Hekimoğlu und dem bisherigen Amtsinhaber Gözgeç (92 Stimmen) auf Platz 3.